# Exodus: Our Journey to Europe
Exodus: Our Journey to Europe é um documentário britânico de 2016 dirigido por James Bluemel, e produzido pela KEO Films em parceria com a BBC Two. O filme foi realizado a partir de imagens filmadas com celulares dados a refugiados sírios, antes de se meterem em botes de traficantes, tentando chegar à Europa.
O filme foi premiado na categoria de Melhor Documentário no Emmy Internacional 2017.